# 行政院公共工程委員會

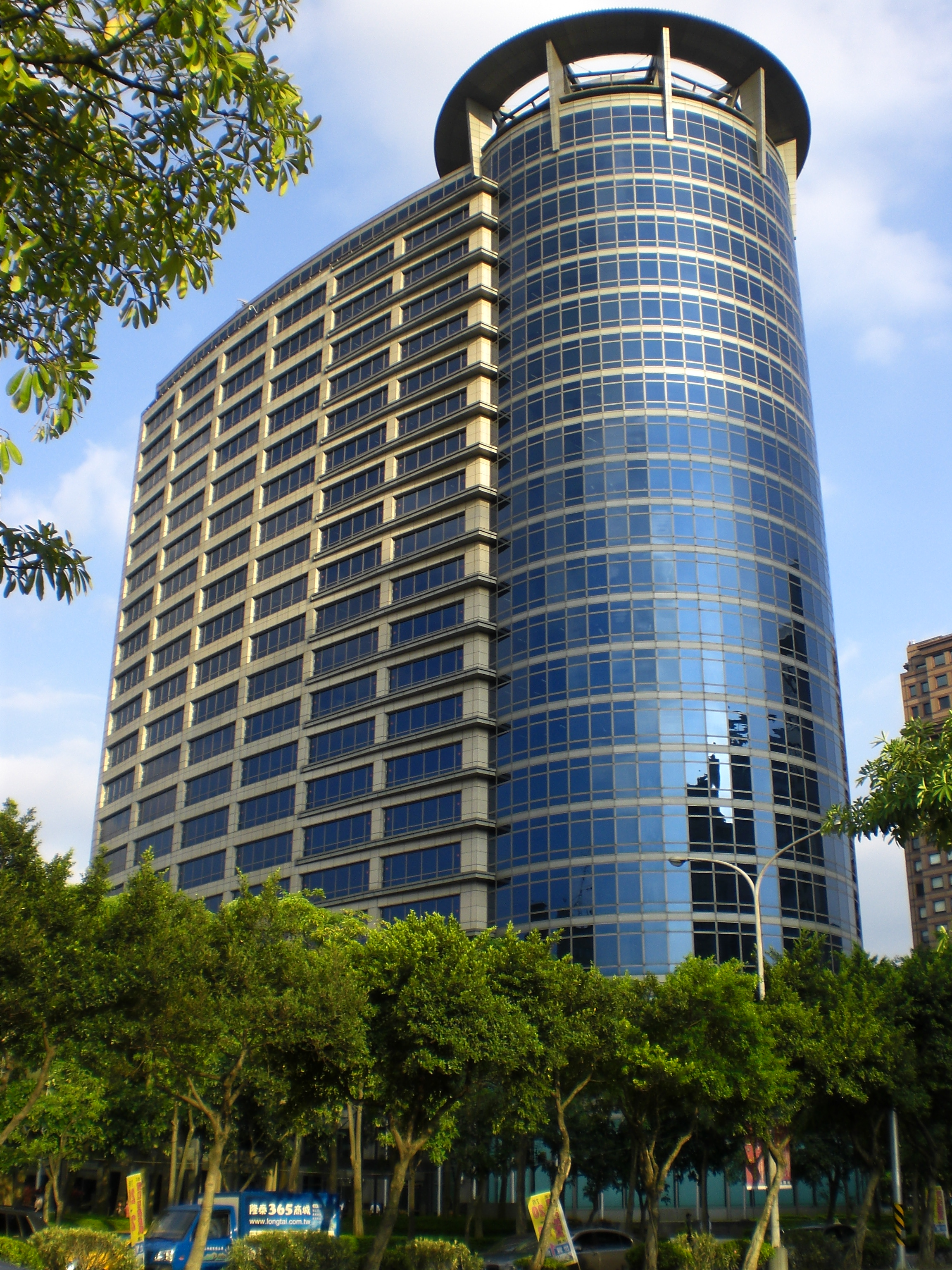
行政院公共工程委員會位於中油大樓9樓

行政院公共工程委員會，簡稱工程會，成立於1995年7月20日，為中華民國執掌統籌公共工程之規劃、審議、協調及督導之行政機關，目前為行政院唯一未完成組改的部會。工程會主委的任命，自1999年起均由行政院政務委員兼任。

## 歷史
- 1995年7月20日，鑒於國家建設之規模及所需金額日益龐大，有必要有中央專責部門統籌公共工程之規劃、審議、協調及督導，行政院成立行政院公共工程委員會。
- 2010年2月3日，總統令修正公布《行政院組織法》，確定未來將裁撤行政院公共工程委員會，業務規劃移撥財政部、國家發展委員會及交通及建設部[2]。
- 2013年1月1日，行政院公共工程委員會之促進民間參與公共建設業務（促參籌備處）併入財政部，財政部增設推動促參司[3]。
- 2014年1月22日，行政院公共工程委員會之工程管制考核業務移撥國家發展委員會。
- 2018年11月8日，行政院會議通過多項行政院組織改造草案，行政院公共工程委員會裁撤後未來多數業務將移交國家發展委員會，採購業務移交財政部[4]。
- 2019年9月1日，〈109年度單位預算評估報告〉提及工程會業務全數（含公共工程督導協調、政府採購、技師管理）將移撥併入國發會[5]。
- 2020年11月29日，媒體報導考量行政院公共工程委員會能在重大交通或公共工程上扮演第三方獨立單位，行政院初步達成共識公共工程委員會不裁撤但需改制為「行政院公共工程總處」並維持行政院二級單位[6]。
- 2024年3月4日，時任工程會主委吳澤成在立法院報告業務概況備質詢時表示，工程會在業務上有存在必要性，但因部會數量限制，暫時以現況運行是不得已的作法[7][8]。

## 組織
- 主任委員（政務委員兼任）
  - 副主任委員（2人）
    - 主任秘書

內部單位
- 企劃處
- 技術處
- 工程管理處
- 秘書處
- 人事室
- 會計室
- 法規委員會
- 訴願審議委員會
- 工程技術鑑定委員會
- 技師懲戒覆審委員會
- 採購申訴審議委員會
- 中央採購稽核小組
- 國會聯絡組

## 歷任主任委員
| 任別 | 姓名   | 政黨       | 就職時間       | 卸任時間       | 備註                          |
| ---- | ------ | ---------- | -------------- | -------------- | ----------------------------- |
| 1    | 陳豫   | 無黨籍     | 1995年7月20日  | 1996年6月7日   |                               |
| 2    | 歐晉德 | 無黨籍     | 1996年6月8日   | 1998年12月24日 |                               |
| 代理 | 李建中 | 無黨籍     | 1998年12月25日 | 1999年1月26日  | 副主委代理                    |
| 3    | 蔡兆陽 | 無黨籍     | 1999年1月27日  | 2000年5月19日  | 行政院政務委員兼任            |
| 4    | 林能白 | 無黨籍     | 2000年5月20日  | 2002年1月31日  | 行政院政務委員兼任            |
| 5    | 郭瑤琪 | 民主進步黨 | 2002年2月1日   | 2006年1月24日  | 行政院政務委員兼任            |
| 6    | 吳澤成 | 無黨籍     | 2006年1月25日  | 2008年5月19日  | 行政院政務委員兼任            |
| 7    | 范良銹 | 無黨籍     | 2008年5月20日  | 2011年3月31日  | 行政院政務委員兼任            |
| 8    | 李鴻源 | 親民黨     | 2011年4月1日   | 2012年2月4日   | 行政院政務委員兼任            |
| 9    | 陳振川 | 無黨籍     | 2012年2月5日   | 2013年7月31日  | 行政院政務委員兼任            |
| 代理 | 顏久榮 | 無黨籍     | 2013年8月1日   | 2013年10月23日 | 副主委代理                    |
| 10   | 陳希舜 | 無黨籍     | 2013年10月24日 | 2014年4月29日  | 行政院政務委員兼任            |
| 代理 | 顏久榮 | 無黨籍     | 2014年4月30日  | 2014年7月1日   | 副主委代理                    |
| 11   | 許俊逸 | 無黨籍     | 2014年7月1日   | 2016年5月19日  | 行政院政務委員兼任            |
| 12   | 吳宏謀 | 無黨籍     | 2016年5月20日  | 2017年11月23日 | 行政院政務委員兼任            |
| 13   | 吳澤成 | 無黨籍     | 2017年11月23日 | 2024年5月20日  | 行政院政務委員兼任 第二次出任 |
| 14   | 陳金德 | 民主進步黨 | 2024年5月20日  | 現任           | 行政院政務委員兼任            |

## 外部連結
- 行政院公共工程委員會 （页面存档备份，存于）（繁體中文）（英文）